# Навафат Вонгчароен
Навафат Вонгчароен (3 березня 1997) — таїландський плавець.
Учасник Олімпійських Ігор 2020 року, де в попередніх запливах на дистанціях 100 і 200 метрів батерфляєм посів, відповідно, 50-те і 36-те місця і не потрапив до півфіналів.